# Plumelin
Plumelin é uma comuna francesa na região administrativa da Bretanha, no departamento Morbihan. Estende-se por uma área de 31,21 km². Em 2010 a comuna tinha 2 803 habitantes (densidade: 89,8 hab./km²).